# Pomniki przyrody w Jastrzębiu-Zdroju
Pomniki przyrody w Jastrzębiu-Zdroju
| Nazwa                                 | Obwód pnia       | Położenie                                |
| ------------------------------------- | ---------------- | ---------------------------------------- |
| buk zwyczajny, odmiana czerwonolistna | 325 cm           | ul. Rymera                               |
| 5 drzew gatunku buk zwyczajny         | od 315 do 325 cm | ul. 11 listopada                         |
| dąb szypułkowy "Jakub"                | 420 cm           | ul. ks. Płonki nr 5                      |
| dwa dęby szypułkowe                   | 550 cm i 395 cm  | ul. Rolnicza                             |
| dąb szypułkowy                        | 432cm            | park, ul. Zamkowa                        |
| dąb szypułkowy                        | 380 cm           | cmentarz, ul. Kościelna                  |
| dąb szypułkowy                        | 470 cm           | park podworski, ul. Klubowa              |
| dwa dęby szypułkowe                   | 409 cm i 500 cm  | ul. Kasztanowa 66                        |
| dąb szypułkowy                        | 370 cm           | ul. Cicha                                |
| dwa dęby szypułkowe                   | 380 cm i 360 cm  | ul. Matejki 56                           |
| dąb szypułkowy                        | 410 cm           | na cmentarzu, ul. ks. Płonki             |
| kasztanowiec                          | 390 cm           | Park Dąbrówka, ul. 1 maja                |
| wiąz szypułkowy                       | 370 cm           | Park Dąbrówka, ul. 1 maja                |
| lipa drobnolistna                     | 370 cm           | Park Dąbrówka, ul. 1 maja                |
| dwa dęby szypułkowe                   | 530 cm i 435 cm  | ul. Kusocińskiego                        |
| buk zwyczajny                         | 430 cm           | ul. Kusocińskiego                        |
| lipa drobnolistna                     | 345 cm           | przy cmentarzu, ul. Niepodległości       |
| lipa drobnolistna                     | 320 cm           | ul. Pszczyńska 137                       |
| dwie lipy drobnolistne                | 300 cm i 390 cm  | ul. Wodzisławska 32                      |
| dwa wiązy szypułkowe                  | 425 cm i 330 cm  | Park Uniwersytecki, ul. 1 maja           |
| wiąz szypułkowy                       | 355 cm           | ul. Niepodległości 298a                  |
| buk zwyczajny                         | 360 cm           | skrzyż. ul. Jagiełły z al. Jana Pawła II |